# Neue Nationalgalerie

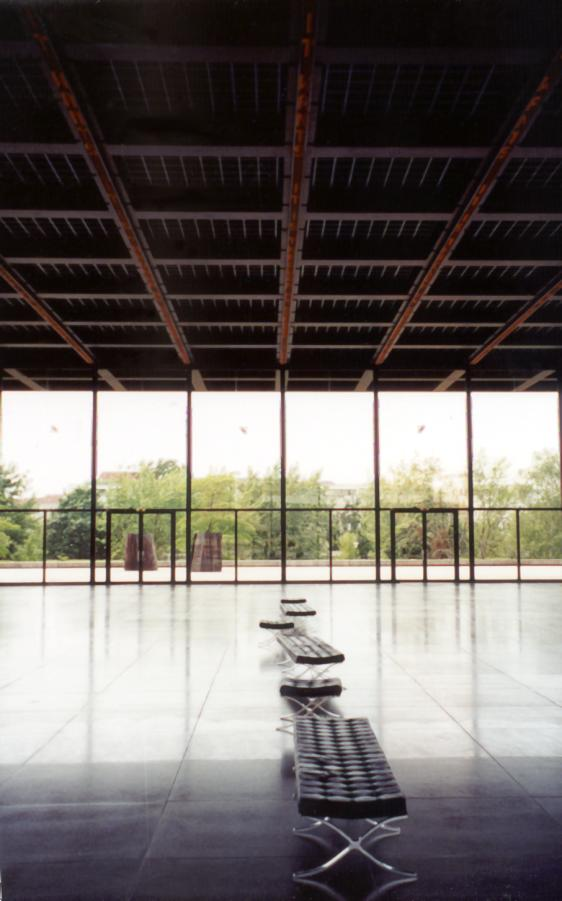
L'espai s'organitza lliurement sota la gran coberta

La Neue Nationalgalerie (Nova Galeria Nacional) és un museu dissenyat per l'arquitecte alemany Ludwig Mies van der Rohe. Està situat a Berlín, en la zona de Tiergarten i Potsdamer Platz, i va ser inaugurat el 1968.
El museu forma part del complex d'edificis culturals de Berlín (Kulturforum), i està principalment dedicat a l'art del segle xx, amb particular èmfasi en l'expressionisme, cubisme i Bauhaus. Conté obres de Klee, Munch, Kandinsky i Pablo Picasso, entre d'altres importants artistes.

## Arquitectura
És l'últim museu del famós arquitecte Mies van der Rohe, i la primera que va realitzar en Berlín.
Exteriorment l'edifici es constitueix com un gran sòcol de pedra sobre el qual s'eleva una enorme coberta metàl·lica quadrada sustentada per huit pilars perimetrals. Hi ha un tancament enterament de vidre, per la qual cosa visualment l'espai del museu és pràcticament un tros d'esplanada cobert, només interromput per dues pastilles de comunicació vertical i condícies. No obstant això, en condicions normals, l'espai de museu conté elements d'envans que varien amb les diferents exposicions i que limiten aqueixa continuïtat visual.
Aquest edifici és una de les mostres més representatives i refinades de la cerca de l'elegància mitjançant la simplicitat conceptual i constructiva, un reflex de la famosa frase "menys és més" que popularitzaria Ludwig Mies van der Rohe. A nivell de superfície, aquest espai és només una part del museu que fa d'atri, mentre que les sales d'exposició principals se situen sota terra.